# Liolaemus uspallatensis
Liolaemus uspallatensis är en ödleart som beskrevs av  Macola och CASTRO 1982. Liolaemus uspallatensis ingår i släktet Liolaemus och familjen Tropiduridae. Inga underarter finns listade i Catalogue of Life.